# Ex on the Beach Italia
Ex on the Beach Italia è un reality show di MTV trasmesso su Sky Italia e Now TV.
La prima stagione è andata in onda dal 26 settembre 2018 con la conduzione di Elettra Lamborghini.
Dalla seconda alla quarta edizione, viene invece condotto da Cecilia Rodríguez e Ignazio Moser, mentre dalla quinta edizione, distribuita da novembre 2023, la conduzione passa in mano alla coppia formata da Giulia Salemi e Pierpaolo Pretelli.
Nello show, basato sul format britannico Ex on the Beach - La rivincita degli ex, otto single vengono ospitati in una località esotica (la prima stagione a Pattaya in Thailandia, la seconda a Marbella in Spagna, la terza, la quarta e la quinta a Isla Barú e Tierra Bomba, entrambe in Colombia) per conoscersi e trovare il nuovo amore, ma poco alla volta arriveranno i loro ex a scombinare i piani.
Nel settembre 2022 Paramount Global ha acquistato i diritti di produzione dello show.

## Edizioni
| Edizione | Conduzione          | Conduzione          | Periodo           | Periodo          | Puntate | Concorrenti | Location     |
| Edizione | Conduzione          | Conduzione          | Inizio            | Fine             | Puntate | Concorrenti | Location     |
| -------- | ------------------- | ------------------- | ----------------- | ---------------- | ------- | ----------- | ------------ |
| 1ª       | Elettra Lamborghini | Elettra Lamborghini | 26 settembre 2018 | 21 novembre 2018 | 10      | 18          | Pattaya      |
| 2ª       | Cecilia Rodriguez   | Ignazio Moser       | 22 gennaio 2020   | 25 marzo 2020    | 10      | 18          | Marbella     |
| 3ª       | Cecilia Rodriguez   | Ignazio Moser       | 13 ottobre 2021   | 15 dicembre 2021 | 10      | 20          | Tierra Bomba |
| 4ª       | Cecilia Rodriguez   | Ignazio Moser       | 30 novembre 2022  | 28 dicembre 2022 | 10      | 20          | Tierra Bomba |
| 5ª       | Giulia Salemi       | Pierpaolo Pretelli  | 22 novembre 2023  | 17 gennaio 2024  | 10      | 20          | Tierra Bomba |

### Prima edizione
La prima stagione dello show è stata annunciata il 16 luglio 2018 e trasmessa in anteprima su MTV Italia il 26 settembre 2018. L'elenco ufficiale dei membri del cast è stato confermato con un'immagine trasmessa sulle reti, che comprende quattro uomini e quattro donne.

#### Concorrenti
- Grassetto indica i partecipanti originali, gli altri sono indicati come "ex".

| Nome                    | Anni | Residenza | Ex                                  |
| ----------------------- | ---- | --------- | ----------------------------------- |
| Andrea Zolli            | 29   | Frosinone | Tecla De Santis                     |
| Federica Pacela         | 31   | Biella    | Yuri Rambaldi                       |
| Gianmarco Campironi     | 29   | Lainate   | Naomi De Crescenzo, Jessica Salazar |
| Gianluca Gargiulo       | 26   | Gabbro    | Alessia Arati                       |
| Jessica Ferrara         | 27   | Casoria   | Renato Biancardi                    |
| Miriam                  | 23   | Milano    | Federico Dolce                      |
| Michele De Falco Iovane | 23   | Scisciano | –                                   |
| Vanessa Sedita          | 21   | Milano    | Luciana Campilongo, Deliel Moiana   |
|                         |      |           |                                     |
| Tecla De Santis         |      | Roma      | Andrea Zolli                        |
| Federico Dolce          | 32   | Milano    | Miriam                              |
| Yuri Rambaldi           | 25   | Pavia     | Federica Pacela, Raffaella Cafagna  |
| Naomi De Crescenzo      | 22   | Milano    | Gianmarco Campironi                 |
| Renato Biancardi        | 25   | Napoli    | Jessica Ferrara                     |
| Jessica Salazar         |      | Medellin  | Gianmarco Campironi                 |
| Luciana Campilongo      |      | Milano    | Vanessa Sedita                      |
| Raffaella Cafagna       | 24   |           | Yuri Rambaldi                       |
| Deliel Moiana           |      | Milano    | Vanessa Sedita                      |
| Alessia Arati           | 40   | Roma      | Gianluca Gargiulo                   |

#### Dettaglio delle puntate
| Concorrenti | Episodi | Episodi | Episodi | Episodi | Episodi | Episodi | Episodi | Episodi | Episodi |
| Concorrenti | 1       | 2       | 3       | 4       | 5       | 6       | 7       | 8       | 9       |
| ----------- | ------- | ------- | ------- | ------- | ------- | ------- | ------- | ------- | ------- |
| Gianluca    |         |         |         |         |         |         |         |         |         |
| Andrea      |         |         |         |         |         |         |         |         |         |
| Federica    |         |         |         |         |         |         |         |         |         |
| Gianmarco   |         |         |         |         |         |         |         |         |         |
| Jessica F.  |         |         |         |         |         |         |         |         |         |
| Michele     |         |         |         |         |         |         |         |         |         |
| Miriam      |         |         |         |         |         |         |         |         |         |
| Vanessa     |         |         |         |         |         |         |         |         |         |
|             |         |         |         |         |         |         |         |         |         |
| Tecla       |         |         |         |         |         |         |         |         |         |
| Federico    |         |         |         |         |         |         |         |         |         |
| Yuri        |         |         |         |         |         |         |         |         |         |
| Naomi       |         |         |         |         |         |         |         |         |         |
| Renato      |         |         |         |         |         |         |         |         |         |
| Jessica S.  |         |         |         |         |         |         |         |         |         |
| Luciana     |         |         |         |         |         |         |         |         |         |
| Deliel      |         |         |         |         |         |         |         |         |         |
| Raffaella   |         |         |         |         |         |         |         |         |         |
| Alessia     |         |         |         |         |         |         |         |         |         |

     Il concorrente è presente nell'episodio.
     L'ex arriva sulla spiaggia di Ex on the Beach nell'episodio.
     Il concorrente ha un ex che arriva nell'episodio.
     Il concorrente deve lasciare la spiaggia di Ex on the Beach.
     Il concorrente si ritira dalla spiaggia di Ex on the Beach.
     Il concorrente non è presente nell'episodio.

### Seconda edizione
La seconda stagione dello show è andata in onda su MTV Italia dal 22 gennaio al 25 marzo 2020. L'elenco ufficiale dei membri del cast è stato confermato con un'immagine pubblicata sulle reti, che comprende tre singoli e quattro donne single. Sasha torna più tardi per la terza stagione come ex.

#### Concorrenti
- Grassetto indica i partecipanti originali, gli altri sono indicati come "ex".

| Nome               | Anni | Residenza       | Ex                               |
| ------------------ | ---- | --------------- | -------------------------------- |
| Daniele Tosto      | 22   | Milano          | Greta De Santi                   |
| Denise Rossi       | 22   | Grosseto        | Simone Amato                     |
| Fabiana Barra      | 21   | Vicenza         | Matteo Marconato                 |
| Klea Marku         | 24   | Roma            | Alessio Mattioni                 |
| Lucrezia Borlini   | 23   | Milano          | Mattia Garufi                    |
| Matteo Diamante    | 30   | Genova          | Nikita Pelizon                   |
| Sasha Donatelli    | 27   | Casalincontrada | Fanny Armi, Wendy Lorena         |
|                    |      |                 |                                  |
| Alessio Mattioni   | 29   |                 | Klea Marku, Violetta Gamberini   |
| Simone Amato       | 30   | Roma            | Denise Rossi, Melissa Rizzetto   |
| Fanny Armi         | 29   |                 | Sasha Donatelli                  |
| Greta De Santi     | 19   |                 | Daniele Tosto                    |
| Violetta Gamberini | 24   | Bologna         | Alessio Mattioni, Andrea Sirotti |
| Mattia Garufi      |      | Milano          | Lucrezia Borlini                 |
| Melissa Rizzetto   |      | Treviso         | Simone Amato                     |
| Andrea Sirotti     |      | Modena          | Violetta Gamberini               |
| Nikita Pelizon     | 25   |                 | Matteo Diamante                  |
| Wendy Lorena       |      |                 | Sasha Donatelli                  |
| Matteo Marconato   | 30   |                 | Fabiana Barra                    |

#### Dettaglio delle puntate
| Concorrenti | Episodi | Episodi | Episodi | Episodi | Episodi | Episodi | Episodi | Episodi | Episodi |
| Concorrenti | 1       | 2       | 3       | 4       | 5       | 6       | 7       | 8       | 9       |
| ----------- | ------- | ------- | ------- | ------- | ------- | ------- | ------- | ------- | ------- |
| Daniele     |         |         |         |         |         |         |         |         |         |
| Denise      |         |         |         |         |         |         |         |         |         |
| Fabiana     |         |         |         |         |         |         |         |         |         |
| Klea        |         |         |         |         |         |         |         |         |         |
| Lucrezia    |         |         |         |         |         |         |         |         |         |
| Matteo      |         |         |         |         |         |         |         |         |         |
| Sasha       |         |         |         |         |         |         |         |         |         |
|             |         |         |         |         |         |         |         |         |         |
| Alessio     |         |         |         |         |         |         |         |         |         |
| Simone      |         |         |         |         |         |         |         |         |         |
| Fanny       |         |         |         |         |         |         |         |         |         |
| Greta       |         |         |         |         |         |         |         |         |         |
| Violetta    |         |         |         |         |         |         |         |         |         |
| Mattia      |         |         |         |         |         |         |         |         |         |
| Melissa     |         |         |         |         |         |         |         |         |         |
| Andrea      |         |         |         |         |         |         |         |         |         |
| Nikita      |         |         |         |         |         |         |         |         |         |
| Wendy       |         |         |         |         |         |         |         |         |         |
| Marconato   |         |         |         |         |         |         |         |         |         |

     Il concorrente è presente nell'episodio.
     L'ex arriva sulla spiaggia di Ex on the Beach nell'episodio.
     Il concorrente ha un ex che arriva nell'episodio.
     Il concorrente deve lasciare la spiaggia di Ex on the Beach nell'episodio.
     Il concorrente viene espulso dalla spiaggia di Ex on the Beach nell'episodio ed ha un ex che arriva nell'episodio.
     Il concorrente non è presente nell'episodio.

### Terza edizione
Nel giugno 2021 è stata annunciata una nuova edizione del programma per la stagione autunnale di quell'anno, anticipata da quattro episodi speciali, i primi due lanciati tra il 15 e il 22 settembre con il nome di "Ex On The Beach Italia". - What Happened Next" che svelano tutto quello che è successo ai membri del cast delle precedenti edizioni, mentre gli ultimi due intitolati "Ex On The Beach Italia - Casting" sono stati presentati in anteprima il 29 settembre e il 2 ottobre. La terza stagione è stata presentata in anteprima mercoledì 13 ottobre 2021. Federica Tirassa non è stata annunciata come membro del cast ufficiale, ma è stata aggiunta durante il primo episodio come nono singolo. Sasha Donatelli torna dalla seconda stagione, questa volta come ex.

#### Concorrenti
- Grassetto indica i partecipanti originali, gli altri sono indicati come "ex".

| Nome                | Anni | Residenza | Ex                                |
| ------------------- | ---- | --------- | --------------------------------- |
| Cecilia Palloni     | 22   | Bergamo   | Stefano Spelta                    |
| Donato Russillo     | 27   | Roma      | Sara La Pietra                    |
| Federica Tirassa    | 21   | Ivrea     | Carmine Pellino                   |
| Federico Alpone     | 22   | Torino    | Giulia Dell'Aiera, Sara La Pietra |
| Giampaolo Calvaresi | 29   | Milano    | Gabriella Alluigi                 |
| Khady Gueye         | 24   | Milano    | Dario Fabris                      |
| Luana Cerbino       | 27   | Roma      | Sasha Donatelli                   |
| Manuel Dosio        | 23   | Forli     | Susan Larcher                     |
| Syria Zito          | 21   | Ladispoli | Giordano Perotti                  |
|                     |      |           |                                   |
| Stefano Spelta      |      | Milano    | Cecilia Palloni                   |
| Gabriella Alluigi   |      |           | Giampaolo Calvaresi               |
| Giordano Perotti    | 22   | Roma      | Ludovica Petrella, Syria Zito     |
| Sasha Donatelli     | 28   | Roma      | Luana Cerbino                     |
| Sara La Pietra      | 24   | Torino    | Donato Russillo, Federico Alpone  |
| Dario Fabris        | 30   | Milano    | Khady Gueye                       |
| Giulia Dell'Aiera   | 25   | Torino    | Federico Alpone                   |
| Ludovica Petrella   | 23   | Roma      | Giordano Perotti                  |
| Susan Larcher       | 22   |           | Andrea Coletti, Manuel Dosio      |
| Carmine Pellino     | 33   | Milano    | Federica Tirassa                  |
| Andrea Coletti      | 23   | Milano    | Susan Larcher                     |

#### Dettaglio delle puntate
| Concorrenti | Episodi | Episodi | Episodi | Episodi | Episodi | Episodi | Episodi | Episodi | Episodi | Episodi |
| Concorrenti | 1       | 2       | 3       | 4       | 5       | 6       | 7       | 8       | 9       | 10      |
| ----------- | ------- | ------- | ------- | ------- | ------- | ------- | ------- | ------- | ------- | ------- |
| Cecilia     |         |         |         |         |         |         |         |         |         |         |
| Donato      |         |         |         |         |         |         |         |         |         |         |
| Federica    |         |         |         |         |         |         |         |         |         |         |
| Federico    |         |         |         |         |         |         |         |         |         |         |
| Giampaolo   |         |         |         |         |         |         |         |         |         |         |
| Khady       |         |         |         |         |         |         |         |         |         |         |
| Luana       |         |         |         |         |         |         |         |         |         |         |
| Manuel      |         |         |         |         |         |         |         |         |         |         |
| Syria       |         |         |         |         |         |         |         |         |         |         |
|             |         |         |         |         |         |         |         |         |         |         |
| Stefano     |         |         |         |         |         |         |         |         |         |         |
| Gabriella   |         |         |         |         |         |         |         |         |         |         |
| Giordano    |         |         |         |         |         |         |         |         |         |         |
| Sasha       |         |         |         |         |         |         |         |         |         |         |
| Sara        |         |         |         |         |         |         |         |         |         |         |
| Dario       |         |         |         |         |         |         |         |         |         |         |
| Giulia      |         |         |         |         |         |         |         |         |         |         |
| Ludovica    |         |         |         |         |         |         |         |         |         |         |
| Susan       |         |         |         |         |         |         |         |         |         |         |
| Carmine     |         |         |         |         |         |         |         |         |         |         |
| Andrea      |         |         |         |         |         |         |         |         |         |         |

     Il concorrente è presente nell'episodio.
     L'ex arriva sulla spiaggia di Ex on the Beach nell'episodio.
     Il concorrente ha un ex che arriva nell'episodio.
     Il concorrente deve lasciare la spiaggia di Ex on the Beach.
     Il concorrente si ritira dalla spiaggia di Ex on the Beach.
     L'ex arriva sulla spiaggia di Ex on the Beach, ma viene espulso nello stesso episodio.
     Il concorrente non è presente nell'episodio.

### Quarta edizione
Il 16 novembre 2022, MTV ha annunciato la quarta stagione, la cui premiere è prevista per il 30 novembre dello stesso anno. È stato girato per la seconda volta su un'isola a Cartagena, in Colombia.

#### Concorrenti
- Grassetto indica i partecipanti originali, gli altri sono indicati come "ex".[55]

| Nome                           | Anni | Residenza | Ex                                      |
| ------------------------------ | ---- | --------- | --------------------------------------- |
| Alessandra Destefanis          | 25   | Torino    | Alessia Andreano                        |
| Antonio "Pistacchione" Latella | 32   | Roma      | Jasmin Salvati                          |
| Camilla Natali                 | 25   | Firenze   | Lorenzo Bonanni                         |
| Danilo Scorca                  | 29   | Bari      | –                                       |
| Eleonora Garrioli              | 24   | Roma      | Giammarco Pietrantoni                   |
| Manuel Rossato                 | 24   | Verona    | Martina Aquilio                         |
| Matteo Cavalieri               | 26   | Bologna   | Naike Zilla                             |
| Valentina Della Valle          | 22   | Milano    | Andrea Bardaro, Paola Morandi           |
|                                |      |           |                                         |
| Giammarco Pietrantoni          | 25   | Roma      | Eleonora Garrioli, Chiara Gioco         |
| Jasmin Salvati                 | 22   | Roma      | Antonio Latella                         |
| Andrea Bardaro                 | 25   | Milano    | Valentina Della Valle, Vanessa Chindamo |
| Chiara Gioco                   | 26   | Roma      | Giammarco Pietrantoni                   |
| Vanessa Chindamo               | 29   | Milano    | Andrea Bardaro                          |
| Lorenzo Bonanni                | 32   | Firenze   | Camilla Natali                          |
| Martina Aquilio                | 26   | Pescara   | Manuel Rossato                          |
| Simone Simoni                  | 20   | Roma      | Jasmin Salvati                          |
| Alessia Andreano               | 25   | Milano    | Alessandra Destefanis                   |
| Naike Zilla                    | 20   | Milano    | Matteo Cavalieri                        |
| Paola Morandi                  | 24   | Cremona   | Valentina Della Valle                   |
| Paolo Campidelli               | 27   | Rimini    | Naike Zilla                             |

#### Dettaglio delle puntate
| Concorrenti  | Episodi | Episodi | Episodi | Episodi | Episodi | Episodi | Episodi | Episodi | Episodi | Episodi |
| Concorrenti  | 1       | 2       | 3       | 4       | 5       | 6       | 7       | 8       | 9       | 10      |
| ------------ | ------- | ------- | ------- | ------- | ------- | ------- | ------- | ------- | ------- | ------- |
| Alessandra   |         |         |         |         |         |         |         |         |         |         |
| Pistacchione |         |         |         |         |         |         |         |         |         |         |
| Camilla      |         |         |         |         |         |         |         |         |         |         |
| Danilo       |         |         |         |         |         |         |         |         |         |         |
| Eleonora     |         |         |         |         |         |         |         |         |         |         |
| Manuel       |         |         |         |         |         |         |         |         |         |         |
| Matteo       |         |         |         |         |         |         |         |         |         |         |
| Valentina    |         |         |         |         |         |         |         |         |         |         |
|              |         |         |         |         |         |         |         |         |         |         |
| Giammarco    |         |         |         |         |         |         |         |         |         |         |
| Jasmin       |         |         |         |         |         |         |         |         |         |         |
| Andrea       |         |         |         |         |         |         |         |         |         |         |
| Chiara       |         |         |         |         |         |         |         |         |         |         |
| Vanessa      |         |         |         |         |         |         |         |         |         |         |
| Lorenzo      |         |         |         |         |         |         |         |         |         |         |
| Martina      |         |         |         |         |         |         |         |         |         |         |
| Simone       |         |         |         |         |         |         |         |         |         |         |
| Alessia      |         |         |         |         |         |         |         |         |         |         |
| Naike        |         |         |         |         |         |         |         |         |         |         |
| Paola        |         |         |         |         |         |         |         |         |         |         |
| Paolo        |         |         |         |         |         |         |         |         |         |         |

     Il concorrente è presente nell'episodio.
     L'ex arriva sulla spiaggia di Ex on the Beach nell'episodio.
     Il concorrente ha un ex che arriva nell'episodio.
     Il concorrente deve lasciare la spiaggia di Ex on the Beach.
     Il concorrente si ritira dalla spiaggia di Ex on the Beach.
     Il concorrente viene espulso dalla spiaggia di Ex on the Beach nell'episodio.
     Il concorrente non è presente nell'episodio.

### Quinta edizione
Nell'autunno del 2023, è stata annunciata la quinta edizione del programma, condotta per la prima volta da Giulia Salemi e Pierpaolo Pretelli. I primi due episodi sono stati pubblicati sulla piattaforma Paramount+ il 22 novembre 2023, mentre gli altri episodi vengono pubblicati individualmente nelle settimane successive. L'edizione è stata girata per la terza volta su un'isola a Cartagena, in Colombia.

#### Concorrenti
- Grassetto indica i partecipanti originali, gli altri sono indicati come "ex".[65]

| Nome                     | Anni | Residenza   | Ex                                |
| ------------------------ | ---- | ----------- | --------------------------------- |
| Matteo Cavalieri         | 27   | Bologna     | Laura Libbi                       |
| Elizabeth Shostak        | 26   | Ferrara     | Samuele Durosini                  |
| Laura Di Lullo           | 26   | Napoli      | Samuele Durosini, Diego Graziani  |
| Jasmine Pili             | 26   | Roma        | Daniele Paglia                    |
| Karin Conti              | 27   | Roma        | Federico Tassi                    |
| Giulio Pastorelli        | 28   | Orbetello   | Clarissa Festa                    |
| Josè Feliz               |      | Aosta       | Giulia Dell'Aiera                 |
| Denis Adrija             | 22   | Roma        | Marco Baiata                      |
|                          |      |             |                                   |
| Marco Baiata             | 29   | Milano      | Denis Adrija, Daniele Serra       |
| Laura Libbi              | 18   | Camponogara | Matteo Cavalieri, Alberto Magro   |
| Samuele Durosini         | 24   |             | Laura Di Lullo, Elisabeth Shotak  |
| Daniele Paglia           | 25   | Pomezia     | Jasmine Pili                      |
| Giulia Dell'Aiera        | 27   | Torino      | Josè Feliz, Donato Russillo       |
| Clarissa Festa           | 27   | Modena      | Giulio Pastorelli, Federico Tassi |
| Daniele Serra            | 23   | Milano      | Marco Baiata                      |
| Donato Russillo          | 29   | Roma        | Giulia Dell'Aiera                 |
| Federico "Freddie" Tassi |      | Milano      | Karin Conti, Clarissa Festa       |
| Alberto Torres Magro     | 25   | Caldogno    | Laura Libbi, Elsa Ochea           |
| Elsa Ochea               | 23   | Verona      | Alberto Magro                     |
| Diego Graziani           | 31   | Roma        | Laura Di Lullo                    |

#### Dettaglio delle puntate
| Concorrenti | Episodi | Episodi | Episodi | Episodi | Episodi | Episodi | Episodi | Episodi | Episodi | Episodi |
| Concorrenti | 1       | 2       | 3       | 4       | 5       | 6       | 7       | 8       | 9       | 10      |
| ----------- | ------- | ------- | ------- | ------- | ------- | ------- | ------- | ------- | ------- | ------- |
| Denis       |         |         |         |         |         |         |         |         |         |         |
| Elisabeth   |         |         |         |         |         |         |         |         |         |         |
| Giulio      |         |         |         |         |         |         |         |         |         |         |
| Jasmine     |         |         |         |         |         |         |         |         |         |         |
| Josè        |         |         |         |         |         |         |         |         |         |         |
| Karin       |         |         |         |         |         |         |         |         |         |         |
| Laura       |         |         |         |         |         |         |         |         |         |         |
| Matteo      |         |         |         |         |         |         |         |         |         |         |
|             |         |         |         |         |         |         |         |         |         |         |
| Marco       |         |         |         |         |         |         |         |         |         |         |
| Laura L.    |         |         |         |         |         |         |         |         |         |         |
| Samuele     |         |         |         |         |         |         |         |         |         |         |
| Daniele     |         |         |         |         |         |         |         |         |         |         |
| Giulia      |         |         |         |         |         |         |         |         |         |         |
| Clarissa    |         |         |         |         |         |         |         |         |         |         |
| Daniele S.  |         |         |         |         |         |         |         |         |         |         |
| Donato      |         |         |         |         |         |         |         |         |         |         |
| Freddie     |         |         |         |         |         |         |         |         |         |         |
| Alberto     |         |         |         |         |         |         |         |         |         |         |
| Elsa        |         |         |         |         |         |         |         |         |         |         |
| Diego       |         |         |         |         |         |         |         |         |         |         |

     Il concorrente è presente nell'episodio.
     L'ex arriva sulla spiaggia di Ex on the Beach nell'episodio.
     Il concorrente ha un ex che arriva nell'episodio.
     Il concorrente deve lasciare la spiaggia di Ex on the Beach.
     Il concorrente si ritira dalla spiaggia di Ex on the Beach.
     Il concorrente viene espulso dalla spiaggia di Ex on the Beach nell'episodio.
     Il concorrente non è presente nell'episodio.

## Episodi

### Prima edizione (2018)
| Episodi | Descrizione | Prima TV          |
| ------- | --- | ----------------- |
| 1       | In una pazzesca villa in Thailandia, a Pattaya, tra spiagge e palme dorate, otto single, stanno per fare una vacanza da urlo per conoscersi, confrontarsi e realizzare i loro sogni d'amore!      | 26 settembre 2018 |
| 2       | Il tablet del terrore ha suonato per la prima volta nella villa di Ex on the Beach Italia e ha mandato in spiaggia per l'arrivo della prima ex, Andrea, Gianmarco e Michele.                      | 26 settembre 2018 |
| 3       | La serata si preannuncia calda, arriva il momento della prima festa a tema: il toga party! E i ragazzi decidono di seguire alla lettera l'usanza di questa festa e quindi sotto le toghe, niente! | 3 ottobre 2018    |
| 4       | Sorge il sole nella villa e i ragazzi si preparano per un'escursione tutti insieme: una splendida gita in katamarano.                                                                             | 10 ottobre 2018   |
| 5       | Al risveglio da una nottata arriva il tablet del terrore che segna la fine dell'esperienza thailandese di Federico.                                                                               | 17 ottobre 2018   |
| 6       | La mattinata si preannuncia calda con l'arrivo di Luciana, ex di Vanessa, che chiarisce sin da subito di gradire anche gli uomini.                                                                | 24 ottobre 2018   |
| 7       | E' mattina nella villa e gli strascichi della notte precedente si fanno sentire: Gianmarco non ha preso bene il comportamento della sua ex.                                                       | 31 ottobre 2018   |
| 8       | Vanessa cerca di scusarsi con le sue amiche per il comportamento avuto la sera prima, mentre Tecla si confronta nuovamente con Andrea.                                                            | 7 novembre 2018   |
| 9       | È dolce il risveglio nella villa in Thailandia, ma l'idillio viene interrotto dal suono del tablet del terrore che manda in spiaggia per un altro arrivo, Andrea, Gianluca e Yuri.                | 14 novembre 2018  |
| 10      | In una pazzesca villa in Thailandia, a Pattaya, tra spiagge e palme dorate, otto single, stanno per fare una vacanza da urlo per conoscersi, confrontarsi e realizzare i loro sogni d'amore!      | 21 novembre 2018  |

### Seconda edizione (2020)
| Episodi | Descrizione | Prima TV         |
| ------- | --- | ---------------- |
| 1       | In una fantastica villa dell'Andalusia, tra spiagge, locali e vita caliente, un gruppo di single sta per affrontare una meravigliosa vacanza per conoscersi e realizzare i propri sogni d'amore  | 22 gennaio 2020  |
| 2       | Nella villa da sogno il risveglio non è dei migliori, il tablet del terrore annuncia l'arrivo di un nuovo ex!                                                                                    | 29 gennaio 2020  |
| 3       | È tempo di tornare in villa per tutti i ragazzi. Sasha ha un solo obiettivo, quello di proteggere la sua Fanny dai maschi della casa. Ingenuamente però sottovaluta la poliedrica Fabiana.       | 5 febbraio 2020  |
| 4       | È mattina e il tablet annuncia la prima eliminazione di questa edizione. A rischio ci sono Alessio, Simone e Denise.                                                                             | 12 febbraio 2020 |
| 5       | È un nuovo giorno e Mattia, appena sveglio, ci tiene a raccontare a Matteo della notte appena trascorsa con Violetta. Matteo, per non esser da meno, racconta delle sue performance con Greta    | 19 febbraio 2020 |
| 6       | È il tablet a svegliare i ragazzi, questa volta con buone notizie: una gita in catamarano tra sole, mare e vento. Tutti sono entusiasti, tranne Melissa, che non riesce ad integrarsi nel gruppo | 26 febbraio 2020 |
| 7       | Abbiamo lasciato Matteo in escandescenza, e lo ritroviamo con le idee ancora più chiare. Matteo ha deciso, Nikita non può e non deve giocare                                                     | 4 marzo 2020     |
| 8       | Matteo, Sasha e Andrea attendono in spiaggia l'arrivo di una ex. Ad uscire dall'acqua è Wendy, l'insospettabile ex di Sasha, che fin da subito attira l'attenzione di Matteo.                    | 11 marzo 2020    |
| 9       | In una fantastica villa dell'Andalusia, tra spiagge, locali e vita caliente, un gruppo di single sta per affrontare una meravigliosa vacanza per conoscersi e realizzare i propri sogni d'amore  | 18 marzo 2020    |
| 10      | Spiagge, locali e vita caliente. Riviviamo insieme i momenti migliori di questa stagione di Ex On The Beach Italia!                                                                              | 25 marzo 2020    |

### Terza edizione (2021)
| Episodi | Descrizione | Prima TV         |
| ------- | --- | ---------------- |
| 1       | Otto single si incontrano per una vacanza da sogno, ma ancora non sanno quali sorprese li aspettano. Destinazione Barù, Colombia!                                                    | 13 ottobre 2021  |
| 2       | Dopo l'iniziale incontro, tra i ragazzi nella villa iniziano a nascere le prime attrazioni e anche le prime gelosie e discussioni. Di chi saranno gli ex in arrivo dal mare?         | 20 ottobre 2021  |
| 3       | Sembra che tra alcuni single nella villa stia proprio nascendo l'amore...ma tutto è pronto a cambiare non appena il tablet del terrore annuncia un nuovo ex in arrivo dal mare       | 27 ottobre 2021  |
| 4       | Per ogni eliminazione, c'è un ex pronto a fare ingresso nella villa. In questa puntata, sulle spiagge della Colombia arriva un ex davvero molto speciale                             | 3 novembre 2021  |
| 5       | Le prime eliminazioni cambiano gli equilibri all'interno della villa. Ma le sorprese in arrivo dal mare della Colombia sono appena cominciate                                        | 10 novembre 2021 |
| 6       | Una doppia eliminazione turba gli animi della villa, ma due nuovi ex sono già in arrivo dal mare della Colombia. Il party serale diventa scena di un grosso litigio                  | 17 novembre 2021 |
| 7       | Un nuovo arrivo rapisce l'attenzione di tutti i ragazzi nella villa. In una sfida in piscina il premio in palio è una serata indimenticabile in Colombia                             | 24 novembre 2021 |
| 8       | Il tablet del terrore annuncia un'eliminazione davvero inaspettata. Ma per ognuno che lascia la villa, c'è sempre un nuovo ex in arrivo sulle spiagge della Colombia                 | 1° dicembre 2021 |
| 9       | L'annuncio di un nuovo ex porta scompiglio tra le ragazze. Una gita all'acquario regala a tutto il gruppo il sogno di nuotare con i delfini...mentre per qualcuno diventa un incubo! | 8 dicembre 2021  |
| 10      | Dopo una notte selvaggia, un duro risveglio attende i ragazzi nella villa: dopo un'eliminazione inaspettata, il tablet del terrore annuncia a tutti una notizia davvero sconvolgente | 15 dicembre 2021 |

### Quarta edizione (2022)
| Episodi | Descrizione | Prima TV         |
| ------- | --- | ---------------- |
| 1       | In Colombia otto ormonati single si incontrano per iniziare la vacanza più folle della loro vita. | 30 novembre 2022 |
| 2       | L'arrivo di Giammarco, ex di Eleonora, destabilizza i fragili equilibri che si erano formati nella villa di Ex on the beach. Eleonora vuole Matteo, ma anche il suo ex Giammarco. Nel frattempo la simpatia tra Camilla ed Antonio cresce sempre di più. | 30 novembre 2022 |
| 3       | In questo episodio assisteremo all'arrivo di ex importanti che cambieranno tutti gli equilibri in villa. Riusciranno i nostri single a resistere al ritorno del passato.                                                                                 | 7 dicembre 2022  |
| 4       | L'arrivo dell'ex storica di Giammarco, manda il giovane ragazzo romano in tilt. Intanto un nuovo ingresso rimescola le carte in Colombia mentre durante la solita festa folle la passione divampa.                                                       | 7 dicembre 2022  |
| 5       | L'amore arriva in Colombia e nella villa di Ex on the beach Italia. Una coppia in particolare sta iniziando a costruire qualcosa di forte, ma l'arrivo di un fantasma del passato porterà un uragano sentimentale che avrà conseguenze imprevedibili.    | 14 dicembre 2022 |
| 6       | La gelosia divampa in Colombia ed esplode durante una festa selvaggia e animalesca. Un gesto folle sul finale di puntata porterà conseguenze devastanti cambiando la storia di questa stagione di ex on the beach Italia.                                | 14 dicembre 2022 |
| 7       | Dopo il gesto di Camilla il tablet del terrore suona per una comunicazione dalle conseguenze devastanti. Intanto in villa ci sono ex che ritrovano la passione e coppie che la perdono per sempre.                                                       | 21 dicembre 2022 |
| 8       | Essere il Re della villa ha dei vantaggi, ma quando le regine iniziano ad essere tante la situazione rischia di diventare ingestibile! | 21 dicembre 2022 |
| 9       | Nella villa di Ex on the beach i sentimenti galoppano liberi e sembrano essersi formate alcune coppie stabili. Ma l'ennesimo arrivo di un ex innesca un'epica battaglia tra prime donne!                                                                 | 28 dicembre 2022 |
| 10      | In Colombia i ragazzi si godono l'ultimo tramonto in spiaggia lasciandosi trasportare dai ricordi di un'esperienza che non dimenticheranno mai. Trionferà l'amore o vincerà la gelosia? Non ci resta che vivere un finale di stagione indimenticabile.   | 28 dicembre 2022 |

### Quinta edizione (2023-2024)
| Episodi | Descrizione | Prima TV         |
| ------- | --- | ---------------- |
| 1       | La Colombia e L'Isola di Tierra Bomba sono nuovamente scenario delle gesta dei nostri otto ormonatissimi single. | 22 novembre 2023 |
| 2       | Dopo una giornata trascorsa tra liti, dates romantici e docce bollenti, un horror party da paura è il momento perfetto per squillare il tablet del terrore: un ex molto speciale sta per entrare in villa, scombussolando i piani dei nostri eroi.   | 22 novembre 2023 |
| 3       | In Colombia sbarcano due nuovi ex, pronti a far girare la testa a tutti. E subito il rapporto tra Laura e Giulio è messa a dura prova. Dopo un party sfrenato, Matteo accende la Choza con una nuova reina.                                          | 29 novembre 2023 |
| 4       | Un tablet terrificante annuncia la prima eliminazione di questa stagione di Ex on the beach. Matteo prosegue la sua conoscenza con Karin e due nuovi ex arrivano in Colombia a portare scompiglio in villa.                                          | 6 dicembre 2023  |
| 5       | In Colombia torna una vecchia conoscenza di Ex on the beach. La sera un sensazionale party infiamma la villa e un tablet terrificante porta una comunicazione sconvolgente.                                                                          | 13 dicembre 2023 |
| 6       | Marco è messo davanti ad una scelta difficilissima. Dopo un party stellare a Cartagena, Laura e Giulio infiammano la Choza de l'amor. Freddie, ex di Karin sbarca in Colombia.                                                                       | 20 dicembre 2023 |
| 7       | Alberto, ex di Laura arriva in Colombia e la villa è letteralmente nel caos. Una nuova tecnologia approda nella villa di Ex on the beach per aiutare i ragazzi ad affrontare quest'avventura. Durante il pool party Clarissa e Samuele si appartano. | 27 dicembre 2023 |
| 8       | Elsa, ex di Alberto, sbarca in Colombia e nulla sarà più come prima. Uno dei concorrenti prende una decisione sconvolgente e una serata a Cartagena porta scompiglio in villa.                                                                       | 3 gennaio 2024   |
| 9       | Una piscina bollente vede finire un'amicizia e il rapporto tra due ex si incrina definitivamente. Elizabeth resta folgorata da un nuovo muscolosissimo ingresso.                                                                                     | 10 gennaio 2024  |
| 10      | La sera, un folle party finale anima la villa e una coppia di ex litiga per un argomento molto particolare. La mattina, i ragazzi, con molta commozione, abbandonano la villa di Ex on the beach Italia.                                             | 17 gennaio 2024  |